# Nogometni klub Slaven Belupo Koprivnica 2010-2011

## Rosa
| N. |                                 | Ruolo | Calciatore         |
| -- | ------------------------------- | ----- | ------------------ |
| 1  | Bosnia ed Erzegovina (bandiera) | P     | Adis Nurković      |
| 3  | Croazia (bandiera)              | D     | Tomislav Labudović |
| 4  | Croazia (bandiera)              | D     | Elvis Kokalović    |
| 5  | Croazia (bandiera)              | D     | Marin Šestak       |
| 6  | Bosnia ed Erzegovina (bandiera) | D     | Kaja Rogulj        |
| 7  | Croazia (bandiera)              | C     | Dalibor Poldrugač  |
| 8  | Croazia (bandiera)              | C     | Stjepan Poljak     |
| 9  | Croazia (bandiera)              | A     | Aljoša Vojnović    |
| 10 | Croazia (bandiera)              | C     | Davor Bagarić      |
| 11 | Croazia (bandiera)              | C     | Drago Papa         |
| 12 | Croazia (bandiera)              | P     | Silvio Rodić       |

| N. |                    | Ruolo | Calciatore         |
| -- | ------------------ | ----- | ------------------ |
| 15 | Croazia (bandiera) | C     | Matija Jakšinić    |
| 16 | Croazia (bandiera) | D     | Vedran Purić       |
| 17 | Croazia (bandiera) | C     | Goran Mujanović    |
| 18 | Croazia (bandiera) | C     | Josip Milardović   |
| 19 | Croazia (bandiera) | A     | Matija Poredski    |
| 20 | Croazia (bandiera) | C     | Mario Gregurina    |
| 22 | Camerun (bandiera) | C     | Nicolás Nynkeu     |
| 24 | Croazia (bandiera) | A     | Franjo Tepurić     |
| 26 | Croazia (bandiera) | D     | Alen Maras         |
| 30 | Croazia (bandiera) | A     | Tomislav Bušić     |
|    | Croazia (bandiera) | C     | Jurica Marčinković |